# Walt Disney
Walter (Walt) Elias Disney (Chicago, 5 december 1901 – Burbank, 15 december 1966) was een Amerikaans tekenaar, filmproducent, filmregisseur, scenarioschrijver, stemacteur, animator, zakenman, entertainer, internationaal icoon en een filantroop.
Disney werd vooral bekend door zijn vernieuwingen in de animatiefilm-industrie. Als medeoprichter (samen met zijn broer Roy Oliver Disney) van The Disney Brothers Studio, later omgedoopt tot Walt Disney Productions en later naar The Walt Disney Company, werd Disney een van de bekendste filmproducenten ter wereld. Disney won op persoonlijke titel 22 Oscars en werd 59 keer genomineerd met een record van vier Oscars in één jaar, en nog drie ere-Oscars (waarvan de eerste voor de creatie van Mickey Mouse in 1932), wat hem tot de persoon maakt die de meeste Oscars ooit heeft gewonnen. Ook won hij 7 Emmy Awards en vele andere prijzen in binnen- en buitenland. Een groot aantal van zijn films is opgenomen in het National Film Registry. The Walt Disney Company had in 2017 een omzet van 55 miljard Amerikaanse dollar.
Disney en zijn werknemers hebben een paar van 's werelds bekendste personages gecreëerd, waaronder Mickey Mouse en Donald Duck. Disney was niet alleen de geestelijk vader van deze Mickey Mouse, maar hij sprak ook de originele stem in van het personage. Naast filmproducent was hij een populaire televisiepresentator en liet hij het Disneyland Park in Californië bouwen. Disney overleed op 15 december 1966 aan de gevolgen van longkanker, een paar jaar voorafgaand aan de opening van het Walt Disney World Resort in Florida, het tweede attractiepark dat zijn naam droeg. Er zouden later nog meer parken volgen in Japan (Tokyo Disneyland en Tokyo DisneySea), Frankrijk (Disneyland Paris en Walt Disney Studio's Park) en China (Hongkong Disneyland en Shanghai Disneyland).

## Biografie

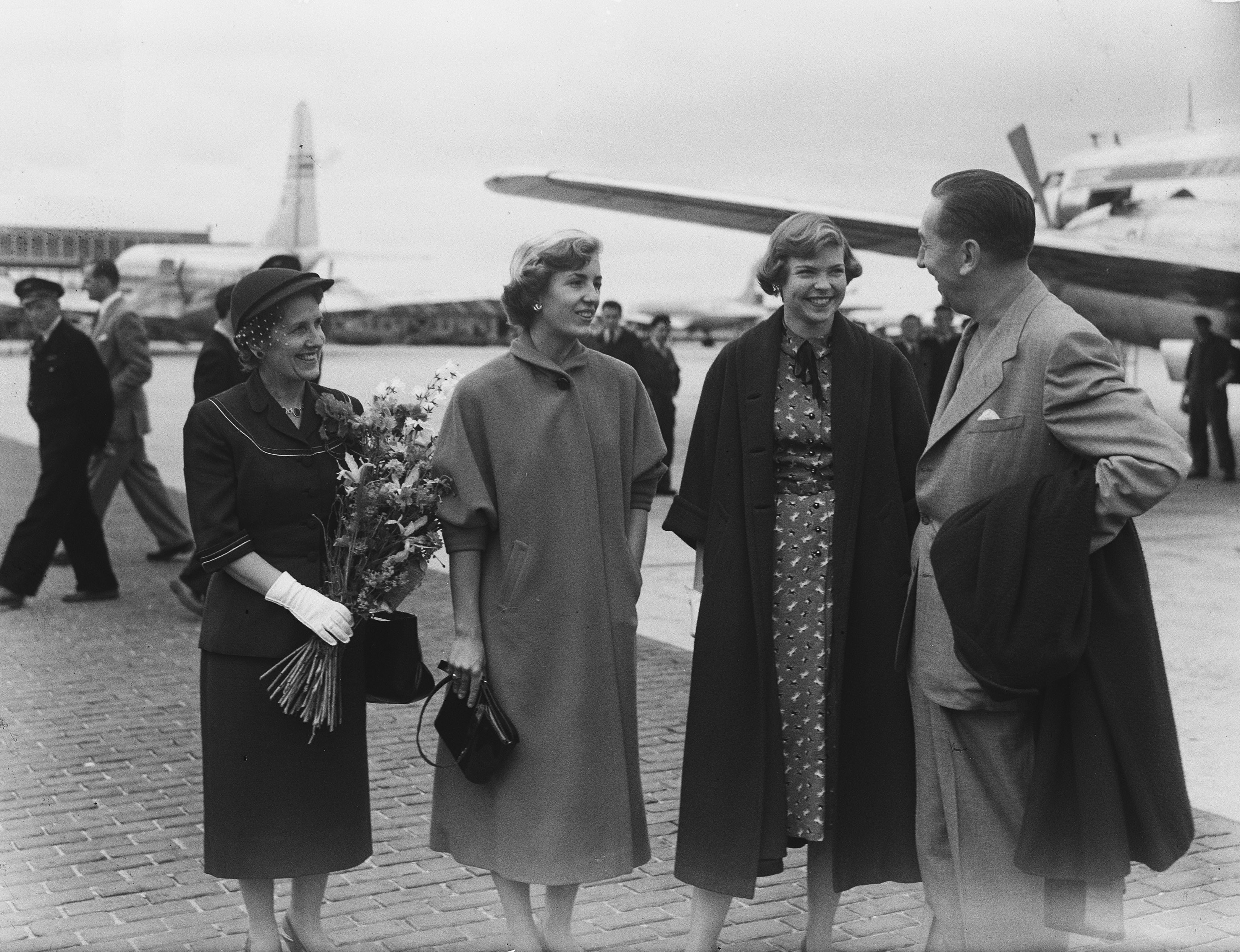
Familie Disney op Schiphol (1951)

Disney werd geboren op 5 december 1901 in Chicago. Zijn vader Elias Disney had verschillende baantjes en zijn moeder Flora Call Disney was lerares op een basisschool. Ook had hij nog drie broers en een zus. In 1906 verhuisde het gezin naar een boerderij in de buurt van Marceline, in Missouri. Waarschijnlijk stond de hoofdstraat van Marceline model voor Main Street, U.S.A. in Disneyland. Vijf jaar hierna moest de boerderij worden verkocht en verhuisde het gezin weer, ditmaal naar Kansas City, hier werd Walts vader krantenbezorger. Ook Walt moest 's morgens vroeg en 's avonds een wijk lopen. Hij begon met een schriftelijke cursus cartoons maken en ging naar de kunstacademie. 
In 1917 keerde de Disney-familie terug naar Chicago. In 1918 ging hij op zijn zestiende van school af en deed hij een poging in het leger te komen. Vanwege zijn leeftijd werd hij afgekeurd. Zijn broer Roy O. Disney zat toen bij de marine. Walt ging als chauffeur van het Rode Kruis naar Frankrijk, waar hij net na het einde van de Eerste Wereldoorlog arriveerde. In 1919 ging hij terug naar Amerika en vond werk als tekenaar en inkter in Kansas City.
Walt Disney had een eigen studio, waar hij samen met zijn broer Roy een handjevol tekenfilms met dieren had gemaakt. Walt Disney was zelf geen animator; hij wist wat mogelijk was en hoeveel tijd verschillende dingen kostten, maar het zelf uitvoeren kon hij niet. Disney was dus een man van ideeën. Dit had hij zelf snel in de gaten en hij nam enkele animators in dienst. Ook had Disney een goed gevoel voor grappige situaties: de combinatie van de uitdrukkingen op de gezichten van de dieren en de gebeurtenissen konden voor een erg komisch verhaal zorgen. Disney was een perfectionist en hij besteedde, ondanks beperkte budgetten, veel aandacht aan de kwaliteit van de tekenfilms.
In juli 1925 trouwde hij met Lillian Bounds. Ze kregen twee dochters, Diane (geboren december 1933) en Sharon (geadopteerd in december 1936, zes weken daarvoor geboren). Binnen de Disney-familie, noch door Disney noch door zijn vrouw, werd verborgen dat Sharon was geadopteerd, alhoewel ze er zich aan ergerden als iemand buiten de familie het ter sprake bracht. De Disneys trachtten hun dochters zoveel als mogelijk buiten de publiciteit te houden, vooral gezien de ontvoering van de zoon van Charles Lindbergh; Disney nam diverse maatregelen om ervoor te zorgen dat zijn dochters niet werden gefotografeerd door de pers.
In 1928 kwamen drie filmpjes van Mickey Mouse uit. Het eerste was Plane Crazy. Het had niet veel gescheeld of Mickey had Mortimer geheten. Disneys echtgenote Lillian vond de naam echter wat pompeus en stelde Mickey voor, waardoor het personage nog steeds zo heet.
Steamboat Willie was de eerste tekenfilm met geluid van Disney. Disney sprak zelf jarenlang Mickeys stem in. Hierna volgden nog enkele korte filmpjes met onder andere de drie biggetjes (1933) en Donald Duck (1934). Deze filmpjes heetten Silly Symphonies en dit was een serie waarin allerlei tekenfilmfiguren muziek maakten.
In 1937 maakte Walt Disney zijn eerste tekenfilm van speelfilmlengte: Sneeuwwitje en de Zeven Dwergen. Deze film was razend populair en won in 1939 een Oscar, of liever gezegd acht Oscars, want Disney kreeg naast het gewone beeldje zeven kleine beeldjes erbij. Hierna volgden nog vele andere lange tekenfilms.
In 1941, tijdens de productie van de film Dombo, vond binnen de studio een grote staking plaats. Deze duurde vijf weken. Disney hield een toespraak waarin hij stelde dat als men meer wilde verdienen of hogerop wilde, men zich zelf meer moest inzetten. Een aantal van zijn medewerkers ontsloeg hij. Andere stakenden werden door de medewerkers die wel doorwerkten als clown in de film verwerkt. Uiteindelijk ging Disney toch door de knieën.
Tijdens de Tweede Wereldoorlog produceerde hij een aantal films die uit korte losstaande verhalen bestonden. Dit was omdat de studio met een beperkt aantal medewerkers moest werken. Ook reisde hij door Latijns-Amerika om een nieuwe markt aan te boren en tegelijk de banden tussen Noord- en Zuid-Amerika aan te halen. De reis resulteerde in twee films, Saludos Amigos en De Drie Caballeros. Dit waren films waarin live-action en animatie gecombineerd werden. Deze techniek zou hij in de jaren zestig naar een hoger plan brengen in de film Mary Poppins. Om deze film te produceren moest hij veel moeite doen om niet alleen de schrijfster van het boek over te halen om de filmrechten aan hem te verkopen maar ook om samen met haar tot een goed script te komen. Ze had bedongen dat ze hier veel zeggenschap in had.
Tijdens het maken van Jungle Book in 1966 overleed Walt Disney, aan de gevolgen van longkanker. Zijn medewerkers hebben daarom aan de afwerking van die film extra aandacht besteed.
De studio bleef na Walt Disneys overlijden bestaan en produceert nog altijd populaire teken- en speelfilms. Enkele medewerkers van de Walt Disney-studio's richtten in 1949 een dixielandorkest op, Firehouse Five Plus Two, dat tot in de jaren zestig opnamen zou blijven maken.

## Muziek
Nagenoeg van bij het begin was muziek een essentieel element van de animatiefilms van Walt Disney, en die films onderscheidden zich van de aanvankelijk zeldzame concurrentie (Steamboat Willie was een van de eerste animatiefilms met geluid ooit) door de nauwgezette synchronisatie tussen de muziek en de bewegende beelden.
Walt begreep het belang van dat samenspel, maar was zelf geen muzikant. Zijn vader Elias was amateurviolist en zijn moeder Flora speelde een tijdlang orgel in de Sint-Pauluskerk van Chicago, maar de jonge Walt heeft na een mislukte poging om (verplicht door zijn vader) viool te leren weinig ervaring opgedaan met muziek. In de vroege jaren van de studio ontbrak het hem zelfs aan begrip voor de basiselementen van de muziek, zoals het feit dat je een stukje muziek niet zomaar kunt inkorten of verlengen om het aan de beelden aan te passen; gaandeweg leerde hij wel van zijn medewerkers. In de loop der jaren werkte hij samen met een groot aantal geschoolde componisten en muzikanten zoals Bert Lewis. Zijn vroege medewerker Wilfred Jackson creëerde de bar sheet (het "matenblad"), een muzikale tegenhanger van het storyboard. Vele hedendaagse producenten van tekenfilms gebruiken nog steeds een of andere vorm van bar sheet (zie traditionele animatie).

## Disneyland

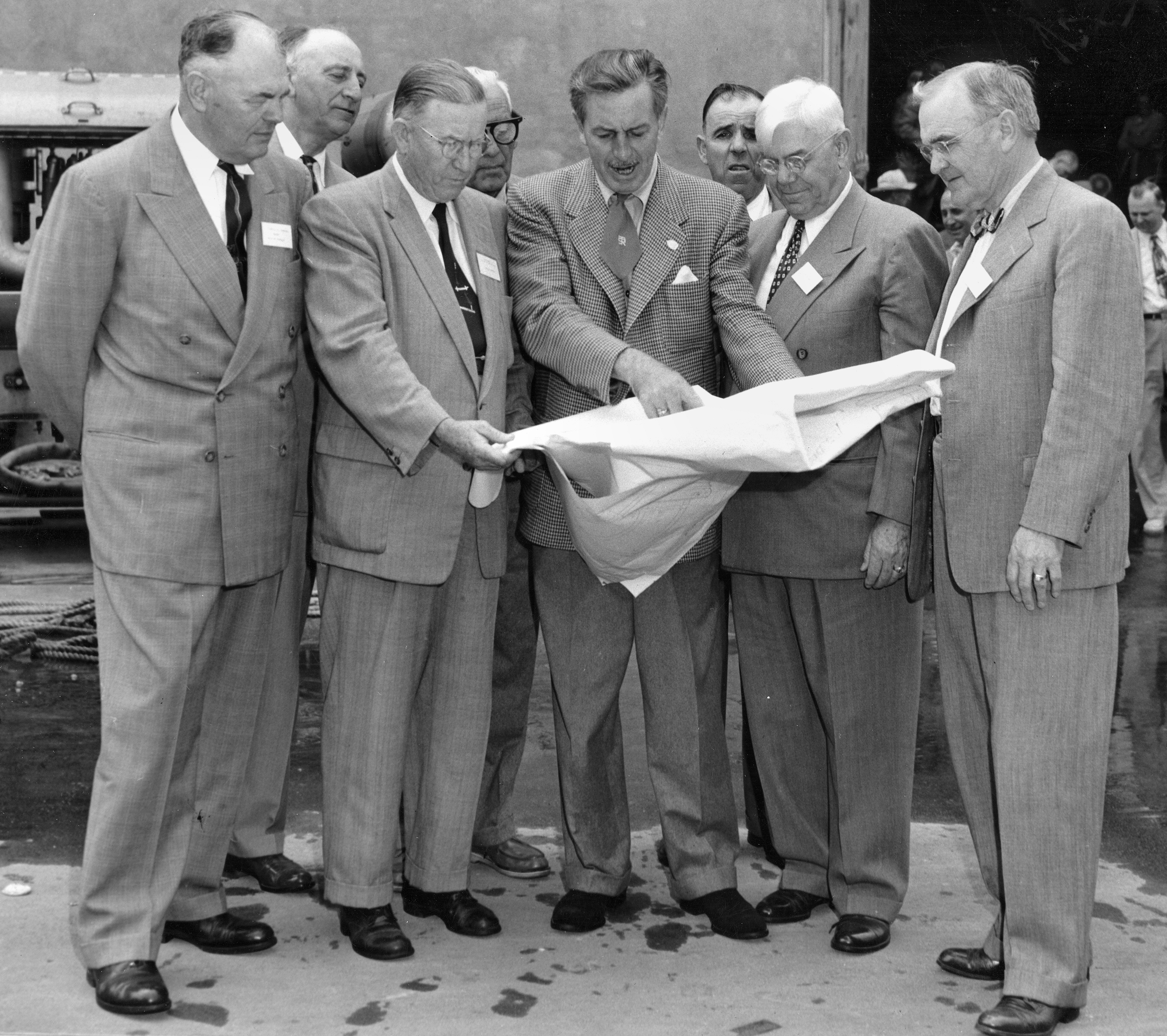
Walt Disney bespreekt in 1954 de plannen voor Disneyland met verschillende belanghebbenden

In 1955 opende Walt Disney het Disneyland bij Los Angeles in Californië. Dit themapark bood attracties die voor een groot deel geïnspireerd waren op de tekenfilms van Disney.
Hierna maakte hij grotere plannen en kocht 101 km2 braakliggende grond in de buurt van Orlando in Florida. Op deze locatie zou niet alleen een nieuw themapark verrijzen met de naam Walt Disney World Resort maar ook een nieuwe stad. Deze stad genaamd EPCOT (Experimental Prototype Community of Tomorrow) zou een plek zijn waar Disney zijn ideaalbeeld van een moderne utopische stad kon tonen, ontworpen in de stijl van het modernisme en futurisme. Deze stad zou voetgangersvriendelijk zijn en veel groen bevatten. Vervoer zou grotendeels met de monorail en people mover gaan en autoverkeer zou in het centrum ondergronds rijden. Het centrum zou geheel overdekt zijn. Het idee ging verder dan alleen de opzet. De stad zou een plek moeten worden waar bedrijven nieuwe concepten en producten aan de bewoners zouden leveren om ze door hen uit te laten proberen. Tegelijkertijd zouden de bewoners voor een deel bij deze bedrijven werken op een nabijgelegen industrieterrein wat ook weer een attractie zou zijn voor toeristen die hier kennis konden maken met de nieuwste producten en technologieën. Ook zou een deel van de bewoners werkzaam zijn in het attractiepark. Walt Disney is te vroeg gestorven om zijn idee waarheid te laten worden. Na zijn dood werd sterk getwijfeld aan de haalbaarheid en zijn broer Roy Oliver Disney besloot dat het project niet door zou gaan. Het park werd in 1971 geopend en zou in de loop van de jaren meerdere themaparken gaan omvatten. In 1982 werd op het terrein een educatief park genaamd Epcot geopend waarin technische, culturele en futuristische ideeën worden getoond. Zo'n 15 jaar later werd vlak bij het dorp Celebration geopend dat een ideale leefgemeenschap moet uitbeelden.
Andere Disneyparken zijn Tokyo Disneyland (1983) in Japan, Disneyland Paris (1992) in Frankrijk, Hong Kong Disneyland (2005) en Shanghai Disneyland Resort (2016) in China. Behalve in Hong Kong is in alle parken een standbeeld voor hem opgericht genaamd Partners. Het standbeeld toont Walt met aan zijn linkerhand Mickey Mouse.

## Persoonlijkheid

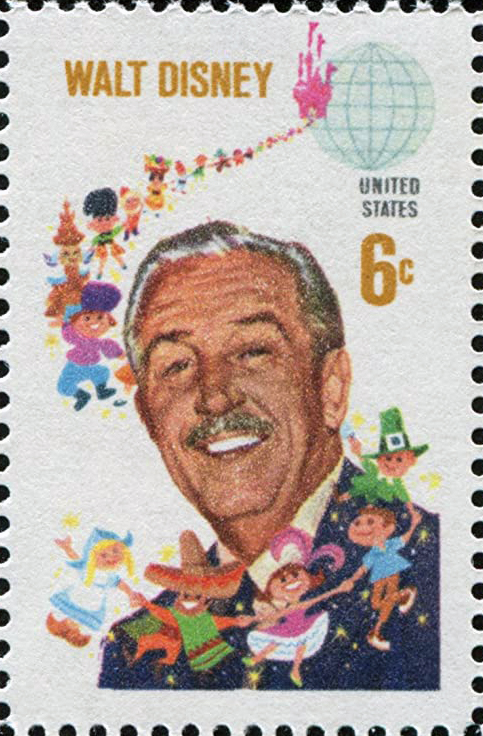
Postzegel 1968 (VS)

Disney was zelf een teruggetrokken man, verlegen, bedeesd en overmatig kritisch op zichzelf. Echter in het openbaar liet hij een heel andere, uitgesproken hartelijke persoonlijkheid zien. Dit deed hij bewust en ook was hij zich bewust van de voorbeeldfunctie die hij uitdroeg. Zo zei hij ooit tegen een vriend: "Walt Disney rookt niet maar ik doe dat wel en Walt Disney drinkt niet maar ik doe dat wel.” Doordat hij zeer hoge eisen stelde, was het niet altijd even makkelijk om met hem te werken. Ook was hij zeer terughoudend in het geven van complimenten. Hij zei dan liever That'll work en dan wist men dat het goed was.
Disney is uitgegroeid tot een icoon van de Amerikaanse cultuur. Zelf promootte hij graag de Amerikaanse geschiedenis en haar helden wat ook terug te zien is in een aantal attracties in de Disney Landparken. Dit heeft ertoe geleid dat hij van Amerikaans imperialistische sympathieën werd beschuldigd en hij mogelijke fascistisch was. Ook in een aantal van zijn films zijn etnische stereotypen te zien, zoals in Melodie van het zuiden en Peter Pan. Deze zouden wellicht in de tijdgeest geplaatst kunnen worden. Beschuldigingen van racisme zijn door de mensen die hem gekend hebben altijd tegengesproken. Disney heeft zich sterk ingezet voor een Oscar voor James Baskett, de zwarte acteur uit Melodie van het zuiden.
Disney was ook planoloog met een eigen visie op stadsplanning. Hiermee stond hij tegenover ideeën van een andere Amerikaans planoloog Robert Moses.  Disney's planologische visie werd gerealiseerd in Disney World met het EPCOT themapark.
In 2013 kwam de film Saving Mr. Banks uit waarin Walt Disney gespeeld wordt door Tom Hanks over de moeizame onderhandelingen rondom de film Mary Poppins.

## Stamboom
|                  |                  |                  |                  |                       |                       |                       |                       |                       |                       |                       |                       |                       |                       |  |  |                       |                       |                       |                       |                       |                       |  |  |                        |                        |                        |                        |                        |                        |  |  | Elias Disney | Elias Disney | Elias Disney | Elias Disney | Elias Disney      | Elias Disney      |                   |                   | Flora Call        | Flora Call        | Flora Call        | Flora Call        | Flora Call        | Flora Call        |  |  |                     |                     |                     |                     |                     |                     |  |  |                   |                   |                   |                   |                   |                   |  |  |                   |                   |                   |                   |                   |                   |                  |                  |                          |                          |                          |                          |                          |                          |  |  |
|                  |                  |                  |                  |                       |                       |                       |                       |                       |                       |                       |                       |                       |                       |  |  |                       |                       |                       |                       |                       |                       |  |  |                        |                        |                        |                        |                        |                        |  |  | Elias Disney | Elias Disney | Elias Disney | Elias Disney | Elias Disney      | Elias Disney      |                   |                   | Flora Call        | Flora Call        | Flora Call        | Flora Call        | Flora Call        | Flora Call        |  |  |                     |                     |                     |                     |                     |                     |  |  |                   |                   |                   |                   |                   |                   |  |  |                   |                   |                   |                   |                   |                   |                  |                  |                          |                          |                          |                          |                          |                          |  |  |
|                  |                  |                  |                  |                       |                       |                       |                       |                       |                       |                       |                       |                       |                       |  |  |                       |                       |                       |                       |                       |                       |  |  |                        |                        |                        |                        |                        |                        |  |  |              |              |              |              |                   |                   |                   |                   |                   |                   |                   |                   |                   |                   |  |  |                     |                     |                     |                     |                     |                     |  |  |                   |                   |                   |                   |                   |                   |  |  |                   |                   |                   |                   |                   |                   |                  |                  |                          |                          |                          |                          |                          |                          |  |  |
|                  |                  |                  |                  |                       |                       |                       |                       |                       |                       |                       |                       |                       |                       |  |  |                       |                       |                       |                       |                       |                       |  |  |                        |                        |                        |                        |                        |                        |  |  |              |              |              |              |                   |                   |                   |                   |                   |                   |                   |                   |                   |                   |  |  |                     |                     |                     |                     |                     |                     |  |  |                   |                   |                   |                   |                   |                   |  |  |                   |                   |                   |                   |                   |                   |                  |                  |                          |                          |                          |                          |                          |                          |  |  |
| Louise Rose Rast | Louise Rose Rast | Louise Rose Rast | Louise Rose Rast | Louise Rose Rast      | Louise Rose Rast      |                       |                       | Herbert Arthur Disney | Herbert Arthur Disney | Herbert Arthur Disney | Herbert Arthur Disney | Herbert Arthur Disney | Herbert Arthur Disney |  |  | Meredith A. Boyington | Meredith A. Boyington | Meredith A. Boyington | Meredith A. Boyington | Meredith A. Boyington | Meredith A. Boyington |  |  | Raymond Arnold Disney  | Raymond Arnold Disney  | Raymond Arnold Disney  | Raymond Arnold Disney  | Raymond Arnold Disney  | Raymond Arnold Disney  |  |  | Edna Francis | Edna Francis | Edna Francis | Edna Francis | Edna Francis      | Edna Francis      |                   |                   | Roy Oliver Disney | Roy Oliver Disney | Roy Oliver Disney | Roy Oliver Disney | Roy Oliver Disney | Roy Oliver Disney |  |  | Walter Elias Disney | Walter Elias Disney | Walter Elias Disney | Walter Elias Disney | Walter Elias Disney | Walter Elias Disney |  |  | Lilian Bounds     | Lilian Bounds     | Lilian Bounds     | Lilian Bounds     | Lilian Bounds     | Lilian Bounds     |  |  | Ruth Flora Disney | Ruth Flora Disney | Ruth Flora Disney | Ruth Flora Disney | Ruth Flora Disney | Ruth Flora Disney |                  |                  | Theodore Charles Beecher | Theodore Charles Beecher | Theodore Charles Beecher | Theodore Charles Beecher | Theodore Charles Beecher | Theodore Charles Beecher |  |  |
| Louise Rose Rast | Louise Rose Rast | Louise Rose Rast | Louise Rose Rast | Louise Rose Rast      | Louise Rose Rast      |                       |                       | Herbert Arthur Disney | Herbert Arthur Disney | Herbert Arthur Disney | Herbert Arthur Disney | Herbert Arthur Disney | Herbert Arthur Disney |  |  | Meredith A. Boyington | Meredith A. Boyington | Meredith A. Boyington | Meredith A. Boyington | Meredith A. Boyington | Meredith A. Boyington |  |  | Raymond Arnold Disney  | Raymond Arnold Disney  | Raymond Arnold Disney  | Raymond Arnold Disney  | Raymond Arnold Disney  | Raymond Arnold Disney  |  |  | Edna Francis | Edna Francis | Edna Francis | Edna Francis | Edna Francis      | Edna Francis      |                   |                   | Roy Oliver Disney | Roy Oliver Disney | Roy Oliver Disney | Roy Oliver Disney | Roy Oliver Disney | Roy Oliver Disney |  |  | Walter Elias Disney | Walter Elias Disney | Walter Elias Disney | Walter Elias Disney | Walter Elias Disney | Walter Elias Disney |  |  | Lilian Bounds     | Lilian Bounds     | Lilian Bounds     | Lilian Bounds     | Lilian Bounds     | Lilian Bounds     |  |  | Ruth Flora Disney | Ruth Flora Disney | Ruth Flora Disney | Ruth Flora Disney | Ruth Flora Disney | Ruth Flora Disney |                  |                  | Theodore Charles Beecher | Theodore Charles Beecher | Theodore Charles Beecher | Theodore Charles Beecher | Theodore Charles Beecher | Theodore Charles Beecher |  |  |
|                  |                  |                  |                  |                       |                       |                       |                       |                       |                       |                       |                       |                       |                       |  |  |                       |                       |                       |                       |                       |                       |  |  |                        |                        |                        |                        |                        |                        |  |  |              |              |              |              |                   |                   |                   |                   |                   |                   |                   |                   |                   |                   |  |  |                     |                     |                     |                     |                     |                     |  |  |                   |                   |                   |                   |                   |                   |  |  |                   |                   |                   |                   |                   |                   |                  |                  |                          |                          |                          |                          |                          |                          |  |  |
|                  |                  |                  |                  |                       |                       |                       |                       |                       |                       |                       |                       |                       |                       |  |  |                       |                       |                       |                       |                       |                       |  |  |                        |                        |                        |                        |                        |                        |  |  |              |              |              |              |                   |                   |                   |                   |                   |                   |                   |                   |                   |                   |  |  |                     |                     |                     |                     |                     |                     |  |  |                   |                   |                   |                   |                   |                   |  |  |                   |                   |                   |                   |                   |                   |                  |                  |                          |                          |                          |                          |                          |                          |  |  |
|                  |                  |                  |                  | Dorothy Louise Disney | Dorothy Louise Disney | Dorothy Louise Disney | Dorothy Louise Disney | Dorothy Louise Disney | Dorothy Louise Disney |                       |                       |                       |                       |  |  | Charles Elias Disney  | Charles Elias Disney  | Charles Elias Disney  | Charles Elias Disney  | Charles Elias Disney  | Charles Elias Disney  |  |  | Daniel (Winter) Disney | Daniel (Winter) Disney | Daniel (Winter) Disney | Daniel (Winter) Disney | Daniel (Winter) Disney | Daniel (Winter) Disney |  |  |              |              |              |              | Roy Edward Disney | Roy Edward Disney | Roy Edward Disney | Roy Edward Disney | Roy Edward Disney | Roy Edward Disney |                   |                   |                   |                   |  |  | Diane Marie Disney  | Diane Marie Disney  | Diane Marie Disney  | Diane Marie Disney  | Diane Marie Disney  | Diane Marie Disney  |  |  | Sharon Mae Disney | Sharon Mae Disney | Sharon Mae Disney | Sharon Mae Disney | Sharon Mae Disney | Sharon Mae Disney |  |  |                   |                   |                   |                   | Theodore Beecher  | Theodore Beecher  | Theodore Beecher | Theodore Beecher | Theodore Beecher         | Theodore Beecher         |                          |                          |                          |                          |  |  |

## Trivia
- Hoewel hij de bedenker was van Mickey Mouse, was Walt Disney bang voor muizen.[6]
- In Madame Tussauds Orlando bevindt zich een wassen beeld van Walt Disney in zijn tekenkamer.
- Disney had zelf een smalspoorlijn met stoomlocomotief in zijn tuin, de Carolwood Pacific Railroad. Deze was de inspiratie voor de Disneyland Railroad.

## Bronverwijzing
- Auckland Art Gallery Toi o Tāmaki: 305
- Bibsys: 90057066
- Biblioteca Nacional de Chile: 000038457
- Biblioteca Nacional de España: XX1163376
- Bibliothèque nationale de France: cb11994688k (data)
- Catàleg d'autoritats de noms i títols de Catalunya: 981058529783406706
- CiNii: DA09601826
- Digitale Bibliotheek voor de Nederlandse Letteren: disn001
- Gemeinsame Normdatei: 118526006
- International Standard Name Identifier: 0000 0001 2128 0724
- Library of Congress Control Number: n78095660
- Nationale Bibliotheek van Letland: 000003408
- MusicBrainz: 560416d7-c8f8-4a1b-b555-ef2b93528fb5
- National Archives and Records Administration: 10580368
- National Central Library: 001356860
- Bibliotheek van het Japanse parlement: 00437974
- Nationale Bibliotheek van Tsjechië: jn19990001791
- Nationale bibliotheek van Australië: 35037590
- Nationale Bibliotheek van Israël: 987007260552605171
- Nationale Bibliotheek van Polen: a0000001183053
- Nationale Bibliotheek van Roemenië: 000066276
- Nationale en Universitaire bibliotheek Zagreb: 000100043
- Nederlandse Thesaurus van Auteursnamen: 182955389
- PIC: 308398
- RKD-Nederlands Instituut voor Kunstgeschiedenis: 23298
- Russische Staatsbibliotheek: 000090609
- Istituto Centrale per il Catalogo Unico: CFIV021529
- LIBRIS: 273638
- SNAC: w6b85pv2
- Système universitaire de documentation: 028028945
- Semantic Scholar: 2243192058
- Trove: 808425
- Union List of Artist Names: 500025598
- Virtual International Authority File: 36927108